# Evangelina (film 1929)
Evangelina (Evangeline) è un film muto del 1929 prodotto e diretto da Edwin Carewe. Girato ancora muto, gli furono aggiunti effetti sonori e musica sincronizzata per poterlo presentare nelle sale come film "sonoro". Distribuito dalla United Artists, aveva come interprete principale, nel ruolo del titolo, Dolores del Río affiancata da Roland Drew, Alec B. Francis, Donald Reed, Paul McAllister.
Il film è l'adattamento cinematografico del poema Evangeline o Un racconto dell'Acadia di Henry Wadsworth Longfellow, pubblicato a Boston nel 1847, che racconta la tragica storia della grande deportazione degli acadiani da parte degli inglesi, avvenuta a metà Settecento dai territori canadesi dell'Acadia.

## Trama
L'Acadia era veramente un luogo a(r)cadico, a metà del '700: a Grand-Pré, i pacifici paesani stavano allegramente festeggiando il fidanzamento ufficiale di Evangelina e Gabriel, mentre lei cantava al promesso sposo la sua canzone preferita. Ma un manipolo dell'esercito irruppe inaspettato. Stavano portando la risposta alla petizione che i maggiorenti del villaggio avevano rivolto al governatore ad Halifax.
Francesi di lingua ed origine, per quanto da non molto tempo sudditi britannici, i cittadini di Grand-Pré non intendevano certo prendere parte alla guerra che il re d'Inghilterra Giorgio II aveva dichiarato alla Francia, guerra da combattersi proprio nelle colonie americane: nella petizione chiedevano appunto di esserne esonerati, e rendevano comunque noto che non avrebbero preso le armi contro i propri (ex-)compatrioti. L'irruzione dell'esercito metteva in chiaro le intenzioni e i provvedimenti governativi, drastici, a dir poco: Grand-Pré verrà rasa al suolo, i maschi del villaggio sono fatti prigionieri, agli abitanti sono requisiti tutti i possedimenti a favore della corona, e l'intera popolazione dell'insediamento verrà deportata e dispersa ai quattro venti per l'intero nordamerica e anche oltre, tutto ciò nonostante le parole di fuoco che, a Londra, William Pitt, portavoce di un'opinione pubblica altamente contraria al provvedimento adottato in America, rivolgesse al parlamento.
Nelle concitate fasi degli imbarchi verso l'esilio Evangelina e Gabriel vengono separati. Si cercheranno invano, in quella disordinata diaspora, in lungo ed in largo, per anni a seguire. Dalla Louisiana a New Orleans, da St. Louis agli Ozarks, fino a che Evangelina rintraccia Gabriel, moribondo, in un letto di un lazzaretto a Filadelfia. Riuscirà solo a cantargli, di nuovo, la sua canzone preferita, prima che egli spiri fra le braccia di lei.     

## Produzione

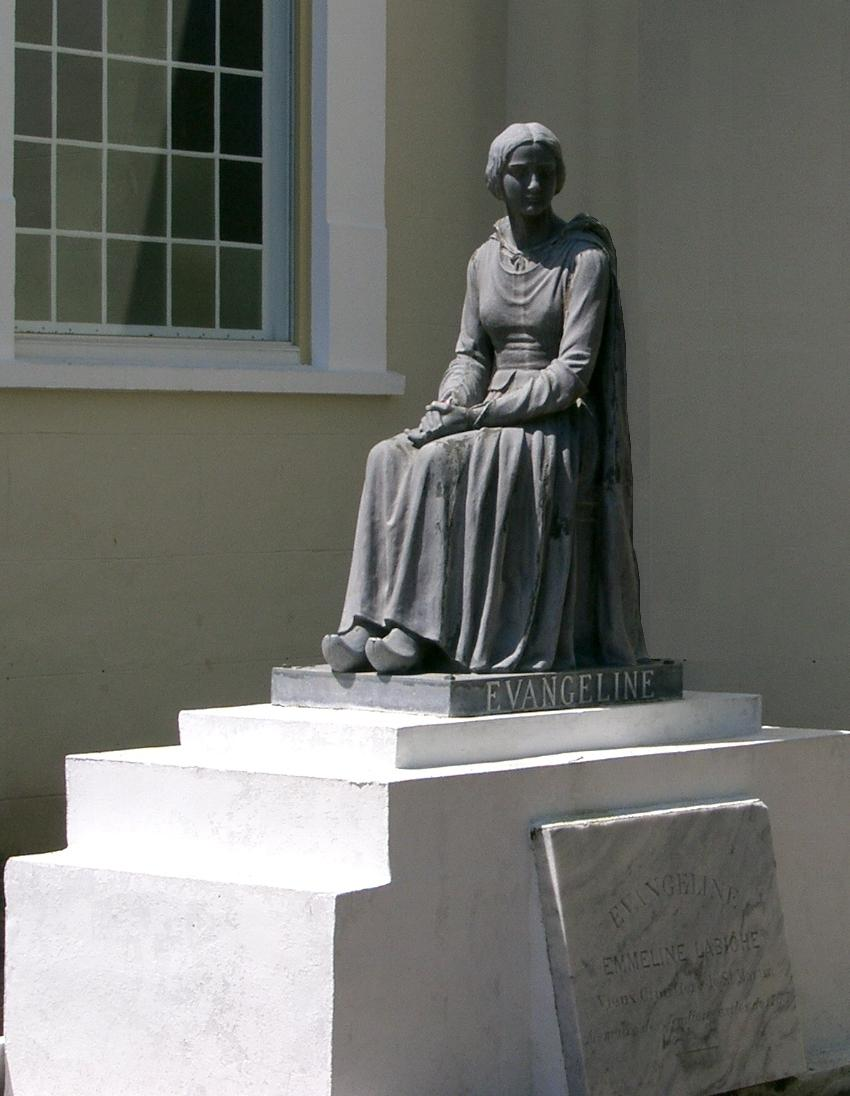
La statua dedicata a Evangeline a St Martinville, in Louisiana, dove venne girata parte del film

Il film fu prodotto dalla Edwin Carewe Productions per Feature Productions. Venne girato nel Minnesota, alle Minnehaha Falls; in California, alla Point Lobos State Reserve nei pressi di Carmel e in Louisiana, a St. Martinville.

## Distribuzione
Il copyright del film, richiesto dalla Edwin Carewe-Feature Productions, Inc., fu registrato il 1º luglio 1929 con il numero LP531.

Distribuito dall'United Artists, il film venne presentato in prima a New York il 27 luglio 1929, uscendo poi nelle sale cinematografiche statunitensi il 24 agosto 1929. 
Nello stesso anno, fu distribuito anche in Finlandia (11 novembre) e in Danimarca (26 dicembre). Nel 1930, uscì Svezia (14 aprile, con il titolo Hjärtan som segra), Francia (25 aprile), Portogallo (1º luglio) e Italia.
Il film è stato digitalizzato e distribuito sul mercato DVD il 24 aprile 2001 dalla Milestone Film & Video in NTSC, in una versione di 90 minuti B/N e colorizzata.
Copia completa della pellicola è conservata negli archivi dell'UCLA Film and Television Archive e al Mary Pickford Institute for Film Education film collection presso la Library of Congress di Washington.

## Censura
Nella versione italiana vennero attenuate, nella scena dell'imbarco dei prigionieri, le sequenze nelle quali i soldati inglesi si mostrano eccessivamente brutali verso i prigionieri.

## Il personaggio storico al cinema
La figura di Evangeline ha ispirato più di una volta il cinema. La prima a impersonare sullo schermo l'infelice acadiana è stata l'attrice di origine francese Gene Gauntier che, nel 1908, sceneggiò il poema per un film prodotto dalla Kalem.
Nel 1914, la neonata cinematografia canadese produsse anche lei un suo Evangeline. Poi fu la volta di Raoul Walsh, spinto dalla moglie a dirigere una nuova versione della storia.
Nel 1929, Edwin Carewe diresse la messicana Dolores del Río, girando parte del film in Louisiana, a St. Martinville, cittadina in cui venne eretta una statua a ricordo di Evangeline.

### Filmografia
- Evangeline con Gene Gauntier (1908)
- Evangeline, regia di Hobart Bosworth con Viola Barry (1911)
- Evangeline, regia di William Cavanaugh e Edward P. Sullivan (1914)
- Evangeline, regia di Raoul Walsh con Miriam Cooper (1919)
- Evangelina, regia di Edwin Carewe con Dolores del Río (1929)